# Érsekcsanád
Érsekcsanád ist eine ungarische Gemeinde im Kreis Baja im Komitat Bács-Kiskun.

## Geographische Lage
Érsekcsanád liegt 91 Kilometer südwestlich des Komitatssitzes Kecskemét, 9 Kilometer nordöstlich der Kreisstadt Baja, an der Donau. Nachbargemeinden sind Sükösd und Csávoly.

## Geschichte
Im Jahr 1913 gab es in der damaligen Großgemeinde 465 Häuser und 1947 Einwohner auf einer Fläche von 10.766  Katastraljochen. Sie gehörte zu dieser Zeit zum Bezirk Kiskőrös im Komitat  Pest-Pilis-Solt-Kiskun.

## Gemeindepartnerschaften
Es bestehen folgende Gemeindepartnerschaften:
- Kastl, Deutschland, seit 2008
- Sâncrăieni, Rumänien, seit 2023

## Sehenswürdigkeiten
- Holzskulpturen Csanád fejedelem und Védangyal, erschaffen von György Mónus
- Kreuzweg
- Reformierte Kirche, erbaut 1812, der Turm wurde 1816 hinzugefügt
- Römisch-katholische Kirche Keresztelő Szent János, erbaut 1828

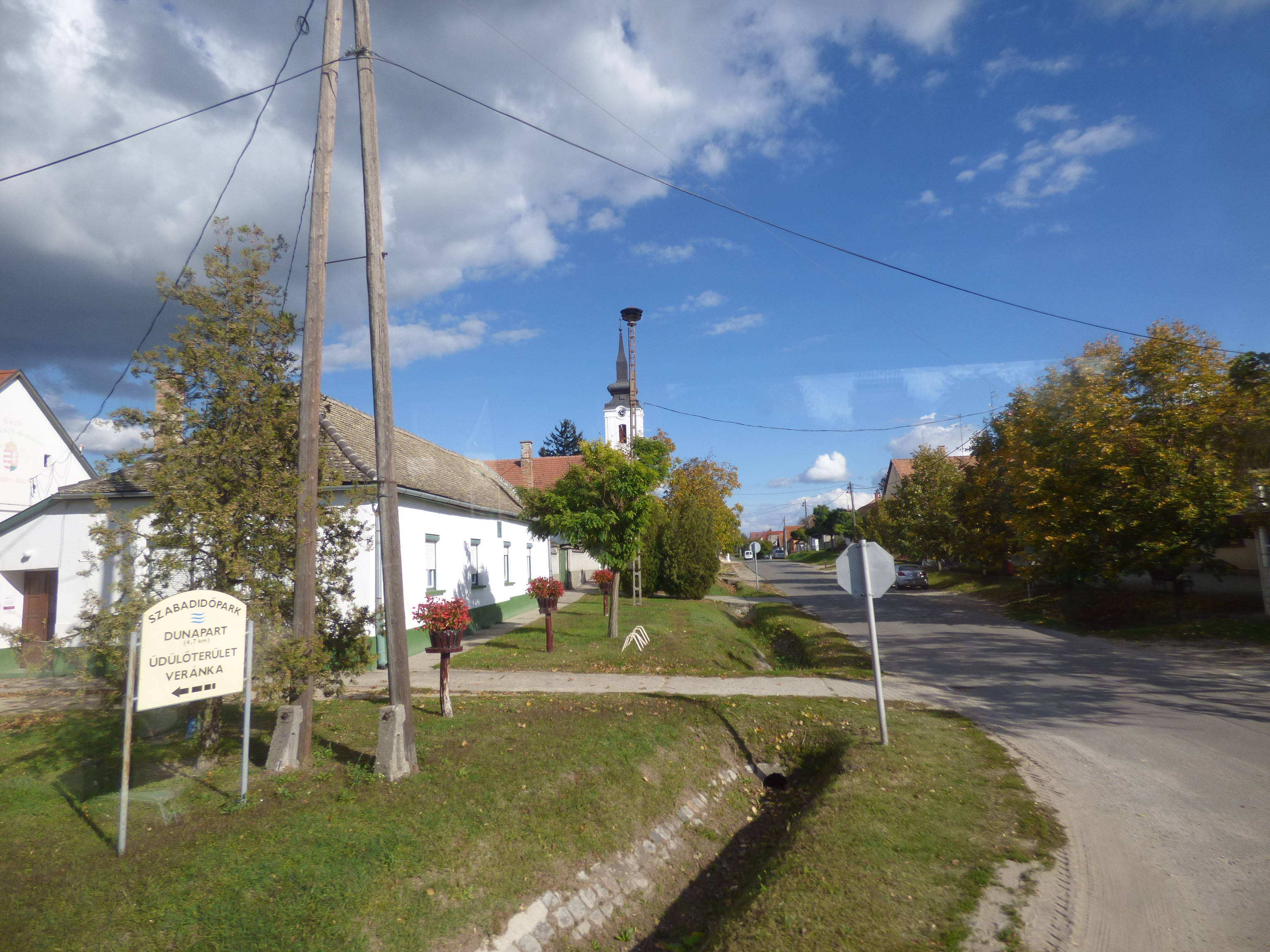
Déák Ferenc utca
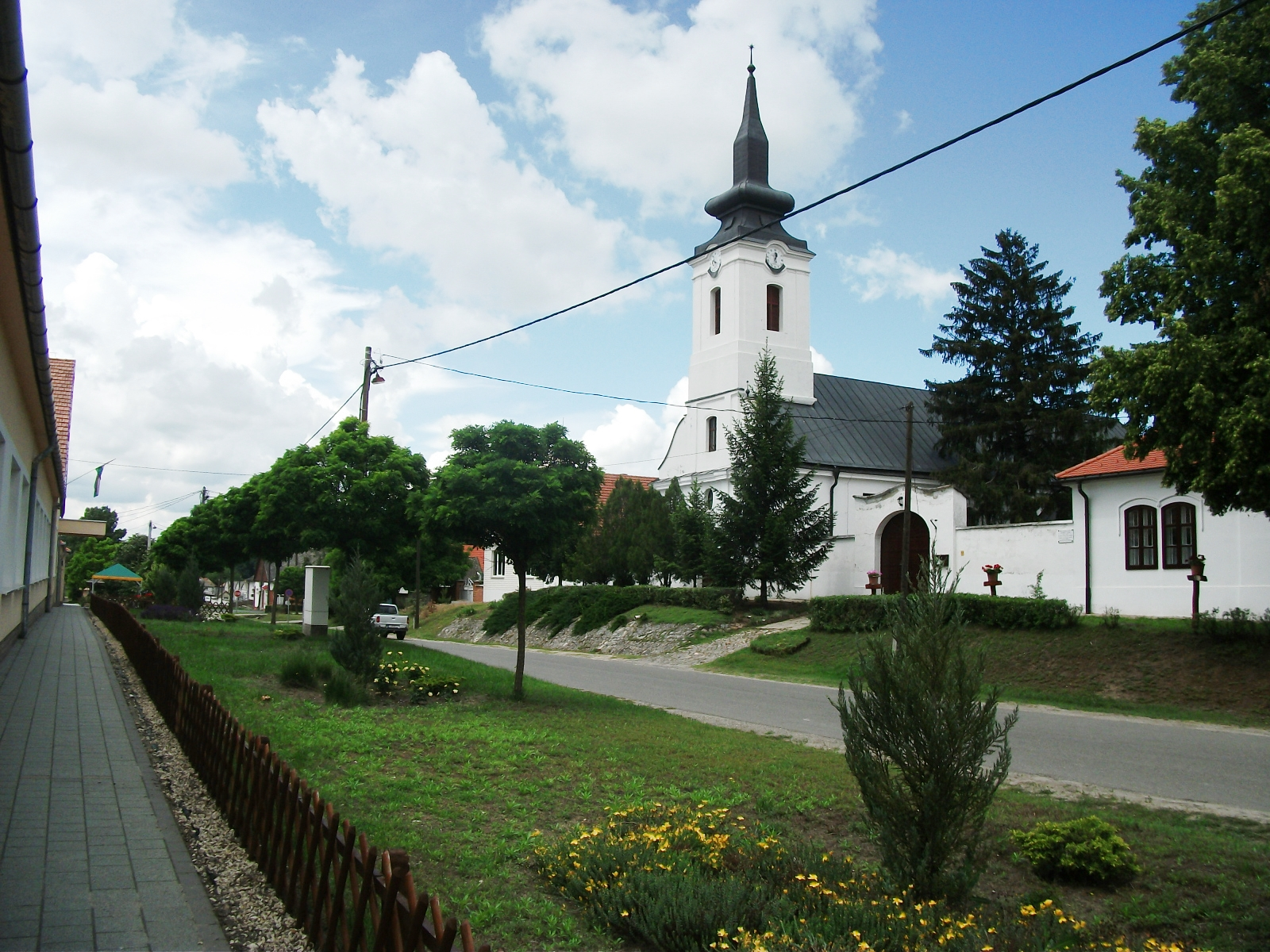
Blich auf die reformierte Kirche
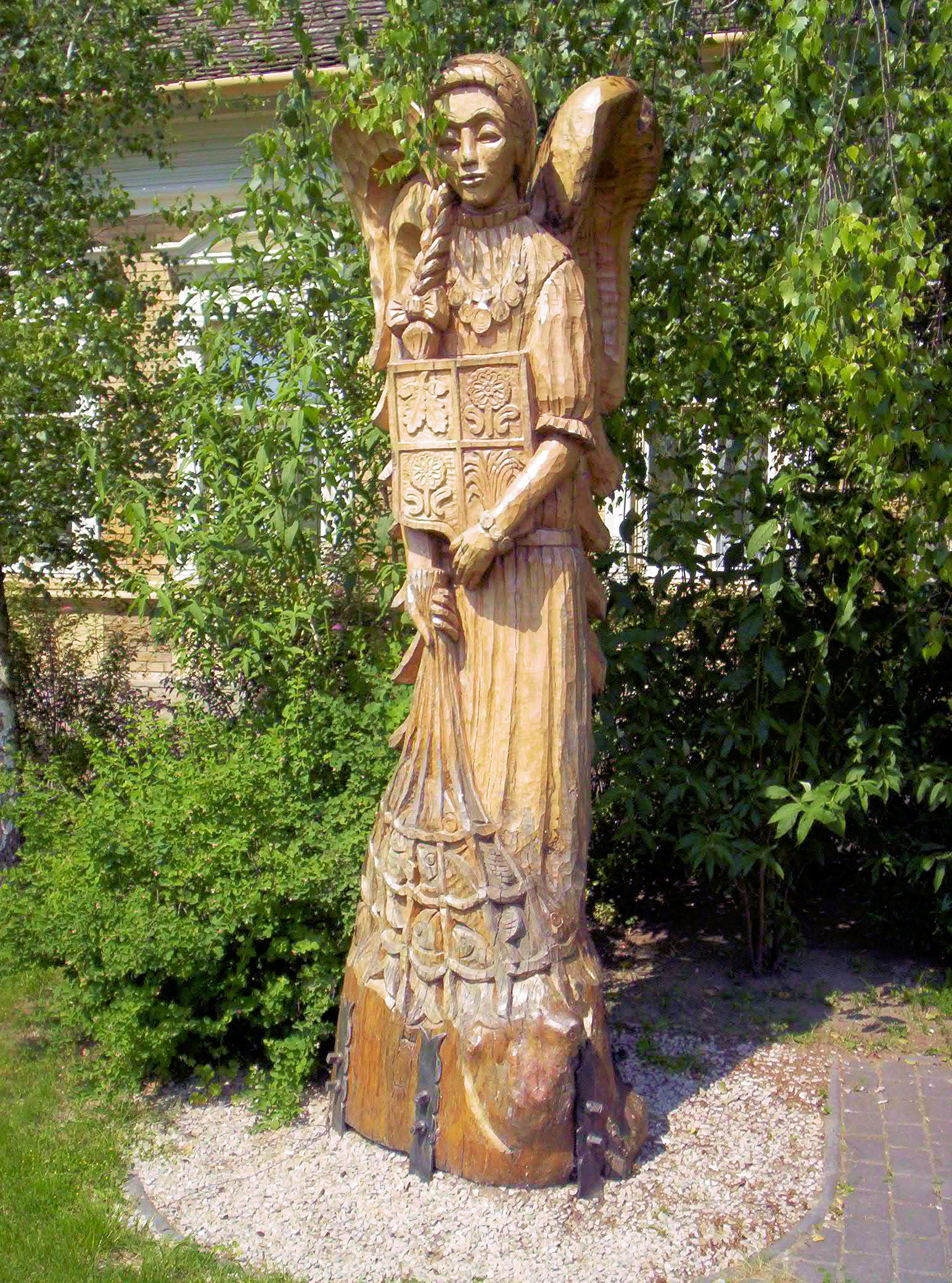
Védangyal
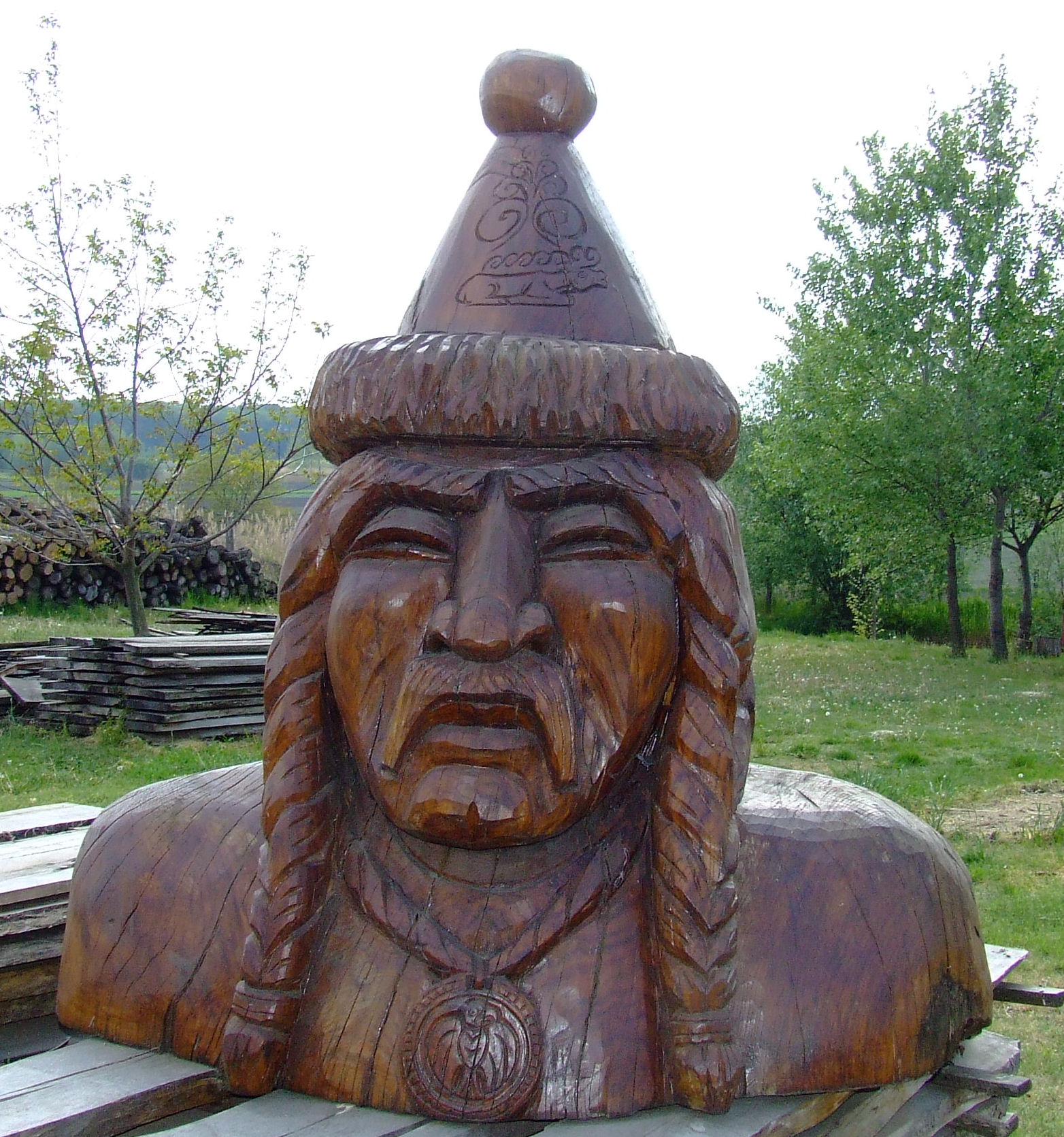
Csanád fejedelem

## Verkehr
Durch Érsekcsanád verläuft die Hauptstraße Nr. 51. Es bestehen Busverbindungen nach Baja, wo sich der nächstgelegene Bahnhof befindet, sowie über Kalocsa, Solt und Tass nach Budapest. Zudem gibt es eine Fährverbindung zur westlich gelegenen Insel Veránka-sziget.